# Hornåseng Station
Hornåseng Station (Hornåseng stasjon) var en jernbanestation på Urskog–Hølandsbanen, der lå i Aurskog-Høland kommune i Norge.
Stationen åbnede 15. december 1898, da banen blev forlænget fra Bjørkelangen til Skulerud. Oprindeligt hed den Komnes, men den skiftede navn til Hornaaseng i 1908 og til Hornåseng 15. maj 1927. Stationen blev nedgraderet til holdeplads 9. maj 1948. Den blev nedlagt sammen med banen 1. juli 1960.
Stationsbygningen blev opført i 1898. Den er nu revet ned, ligesom sporene på stedet er fjernet.